# Theotima ruina
Theotima ruina is een spinnensoort uit de familie Ochyroceratidae. De soort komt voor in Mexico.